# 沙沟台站
沙沟台站位于甘肃省武威市古浪县沙沟台村，是兰新铁路的一座火车站，等级为五等站，距兰州站216公里，距乌鲁木齐站1676公里，本站及相邻上下行区间均为电气化区段。本站不办理客货运业务。邮政编码为733109。